# Луппис, Джованни
Джованни Бьяджо Луппис, барон фон Раммер (27 августа 1813 года — 11 января 1875 года; итал. Giovanni Biaggio Luppis; в России известен как Йоганн Луппис, в Хорватии — Иван Блаж Вукич (хорв. Ivan Vukić)) — офицер Императорского Военного Флота Австрийской Империи, фрегаттен-капитан (капитан 2-го ранга).

## Ранние годы
Луппис был потомком ветви итальянского дворянского рода Лупис, который мигрировал в Далмацию из Джовинаццо в Апулии. Эта ветвь сначала переехала в Дубровницкую республику, затем на полуостров Пелешац в Хорватию), где она «славизировала» имя в «Вук», Вукич или «Вукашинович» (еще одна адаптация «lupus», что означает «волк», в связи с чем на семейном гербе изображен волк). Когда в XVII веке один из его предков переехал в Риеку, он «итальянизировал» свою фамилию обратно в Луппис. .
Его родителями были итальянский аристократ Фердинео Карло Луппис (1786-1849) и Джованна Парич (Парич, Перич), дворянка из Дубровницкой республики. Из-за его смешанного итало-хорватского происхождения его самого иногда называют Иваном Вукичем, особенно хорваты. 
Его семья была богатой семьей судовладельцев, одной из самых влиятельных семей в Истрии, поэтому Джованни был близок к мореплаванию с раннего возраста и окончил Австрийскую военно-морскую академию в Венеции . Затем он поступил служить в Военно-морские силы Австро-Венгрии, дослужившись до должности капитана фрегата.

## Разработка торпеды
Примерно в 1850 году неизвестный офицер австрийской морской артиллерии опубликовал несколько статей, в которых проиллюстрировал, как можно использовать небольшую лодку как пушку с проводным наведением, наполненную взрывчаткой и приводящуюся в движение паровым двигателем, для защиты побережья от возможных атак кораблей противника. Однако, по-видимому, анонимный автор не смог завершить свои исследования, и после его смерти эти листы оказались в руках Лупписа, который решил продолжить дело, начатое его предшественником.
Выйдя в отставку, в начале 1860-х гг. стал изобретателем первой самодвижущейся мины (торпеды). Оказавшись неудачной, она, тем не менее, послужила основой (хоть и в значительно видоизмененном техническом облике) для создания Робертом Уайтхедом в 1868 году второй в истории (первой была самодвижущаяся мина русского изобретателя И. Ф. Александровского, впервые испытанная в 1865 году - См. Торпеда Александровского) и первой доведённой до принятия на вооружение (Kaiserliche und Königliche Kriegsmarine в 1871 году) удачной торпеды (впоследствии торпеды Уайтхеда надолго стали «классическими»). «Аппарат Лупписа» предназначался для береговой обороны и был известен в англоязычном переводе как «coastsaver» («защитник берега»; таким образом Луппис является также автором идеи береговой торпедной батареи). Устройство представляло собой погружаемый в воду длинный сигарообразный аппарат, заполненный взрывчатым веществом. Распространено мнение, что «мина Лупписа» должна была перемещаться вдоль берега с помощью верёвок, но на самом деле она приводилась в движение пружинным механизмом, фактически представлявшим собой сильно увеличенный часовой. Так или иначе, но выбор двигателя был неудачным. 
В 1864 году благодаря мэру Фиума Джованни Ди Циотта Луппис встретился с британским инженером, главным управляющим механическими заводами в Фиуме Робертом Уайтхедом, которому предложил заняться «доведением до ума» его изобретения — что Роберт Уайтхед с блеском и исполнил, заменив пружинный механизм на пневматический двигатель и введя в конструкцию торпеды (это название придумал для нового оружия также Роберт Уайтхед) соосные гребные винты и гидростат. Несмотря на то, что финальный продукт имел довольно мало общего с оригинальной идеей Лупписа, Роберт Уайтхед всегда признавал его приоритет и влияние на окончательный дизайн его торпеды, так что австро-венгерское правительство разделило вознаграждение за изобретение, и вдобавок наградило Лупписа дворянским титулом барона фон Раммера («топителя») — Роберт Уайтхед, будучи британским подданным, такой награде не подлежал. Роберт Уайтхед немедленно выкупил все авторские права у Лупписа, и тот прекратил разработку. 

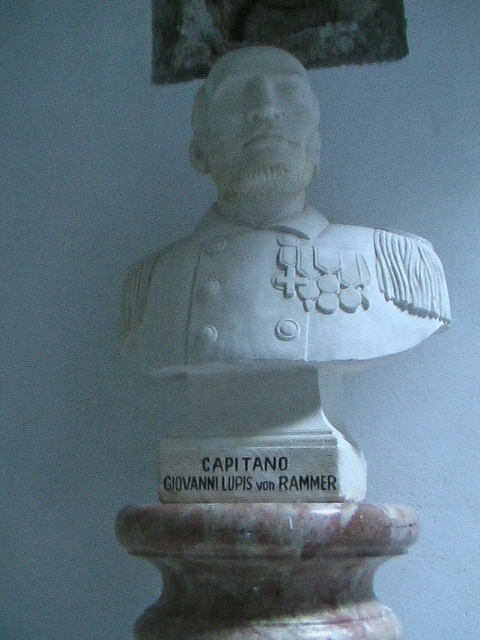
Бюст Джованни Лупписа в фамильном дворце в Италии

## Личная жизнь
Был женат на истрийской дворянке  баронессе Элизе де Зотти. У них родился сын Фердинанд (?-?), который в 1879 году женился на графине Энрикетте Лодиджани. В браке родился сын Джованни (1880-1898), со смертью которого прервался род этой ветви семьи Луппис.